# Aereo da ricognizione

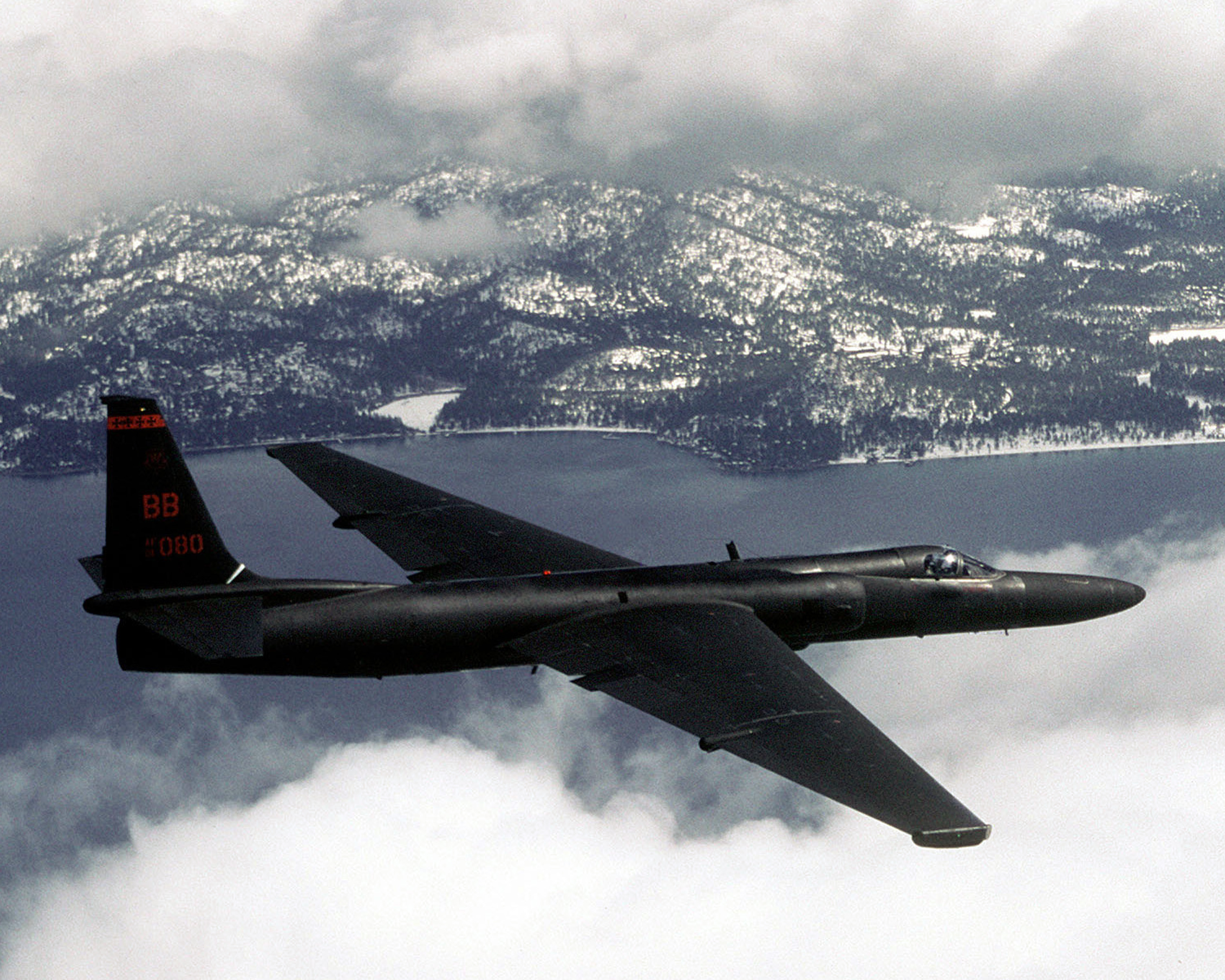
Il Lockheed U-2, uno degli aerei da ricognizione più famosi della storia

Un aereo da ricognizione, detto anche ricognitore, è un aereo militare usato per l'attività di ricognizione aerea ovvero monitorare le attività del nemico e di solito non trasporta armi. Vengono chiamati velivoli da ricognizione anche quelli impiegati in ambito civile, ad esempio per l'osservazione del traffico, per il controllo e il monitoraggio del territorio o dell'immigrazione clandestina. Il ricognitore viene spesso chiamato, specialmente nell'ambito dei mass media, aereo spia.

## Storia

### Esordi

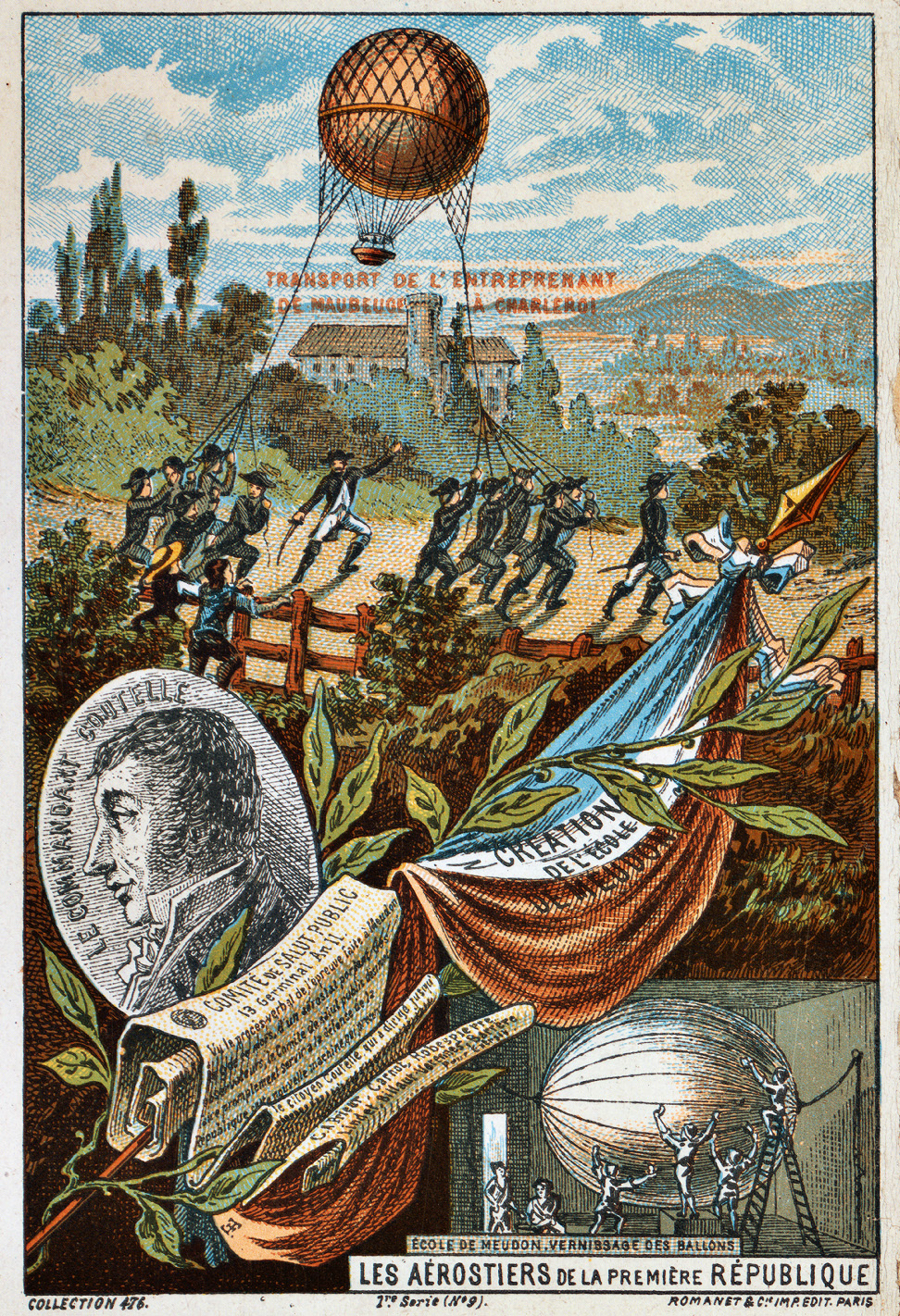
La prima squadriglia da ricognizione Les Aéreostiers con la prima mongolfiera da ricognizione l'Entreprenant, 1794. Illustrazione del XIX secolo

Le origini della ricognizione aerea risalgono sin dall'epoca delle prime mongolfiere; dopo la Rivoluzione francese, i nuovi governanti erano interessati a utilizzarle per osservare i movimenti dei nemici e nominarono lo scienziato Charles Coutelle per condurre uno studio con l'Entreprenant, il primo "velivolo" da ricognizione. Venne impiegato per la prima volta nella battaglia di Fleurus del 1794 tra i rivoluzionari francesi e le truppe alleate d'Austria e d'Inghilterra, dove contribuì a raccogliere molte importanti informazioni militari e a demoralizzare le truppe austriache, assicurando la vittoria ai francesi.
L'invenzione dell'aeroplano nel 1903 fu una tappa fondamentale nello sviluppo della ricognizione aerea: con il nuovo mezzo era infatti possibile tenere sotto osservazione una porzione maggiore di territorio ed era possibile coprire distanze maggiori, con ovvi vantaggi tattici; inoltre poteva anche essere usato per aggiustare il tiro dell'artiglieria. La prima ricognizione militare eseguita da un aereo avvenne il 23 ottobre 1911, durante la guerra italo-turca, da parte del capitano Carlo Piazza a bordo di un Blériot XI.
Uno dei primi aerei realizzati appositamente per la ricognizione era il tedesco Rumpler Taube impiegato durante la prima guerra mondiale, dove aviatori come Fred Zinn svilupparono metodi completamente nuovi per spiare il nemico dall'alto. L'effetto traslucido delle sue ali lo rendevano molto difficile da individuare da terra quando volava a quote superiori a 400 m. I francesi lo soprannominarono l'Aereo Invisibile e molto spesso viene citato come il "primo vero aereo stealth della storia". Il Taube fu in grado di individuare l'avanzata dell'armata russa durante la battaglia di Tannenberg (1914).

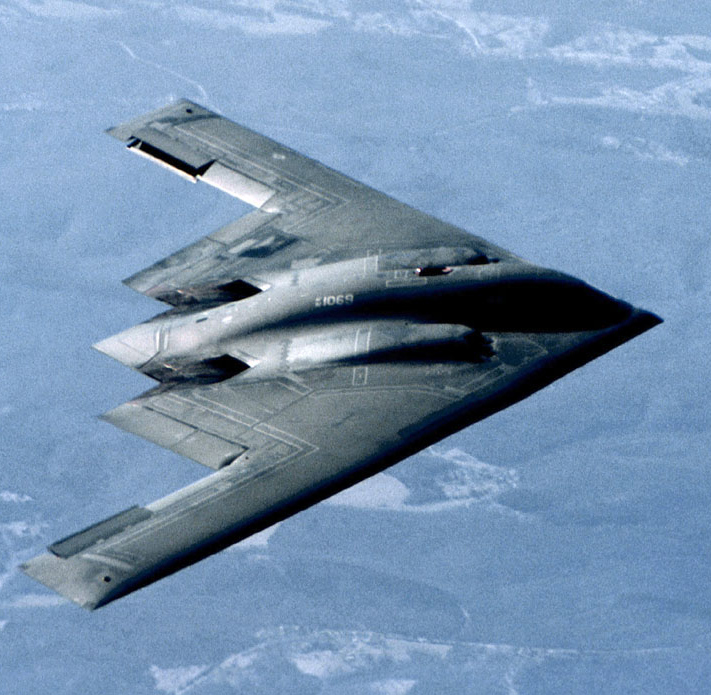
Il Northrop Grumman B-2 Spirit, un bombardiere stealth

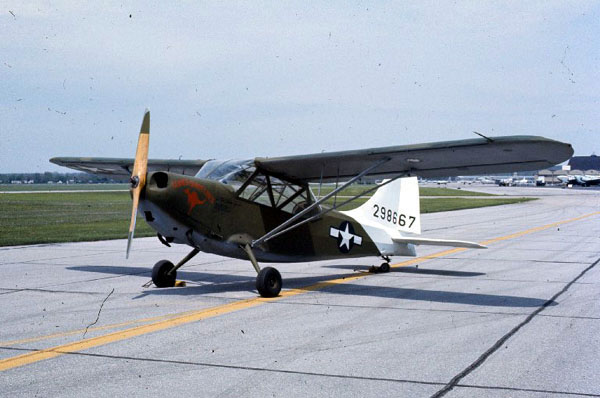
Lo Stinson L-5 era un aereo da ricognizione e collegamento molto usato durante la seconda guerra mondiale

Il progressivo uso di mitragliatrici a bordo dei ricognitori diede l'impulso per la creazione di un nuovo tipo di aereo, il caccia, che aveva il compito di abbattere (o difendere) i ricognitori o i bombardieri nemici (o amici). Prima della seconda guerra mondiale, era prassi abituale convertire i bombardieri adattandoli a compiti di ricognizione, visto che erano gli unici aerei dotati della grande autonomia necessaria per missioni di questo tipo. L'armamento difensivo però non veniva rimosso perché le loro dimensioni e la loro bassa velocità li rendeva facili bersagli da intercettare.

### Seconda guerra mondiale
Nel 1939 Maurice Longbottom, un ufficiale della RAF, fu uno dei primi a suggerire che per la ricognizione fossero più adatti aerei piccoli e veloci, che avrebbero dovuto usare la loro velocità e l'alta quota per evitare di essere intercettati. Anche se al giorno d'oggi questo sembra ovvio, all'epoca era un'idea rivoluzionaria.

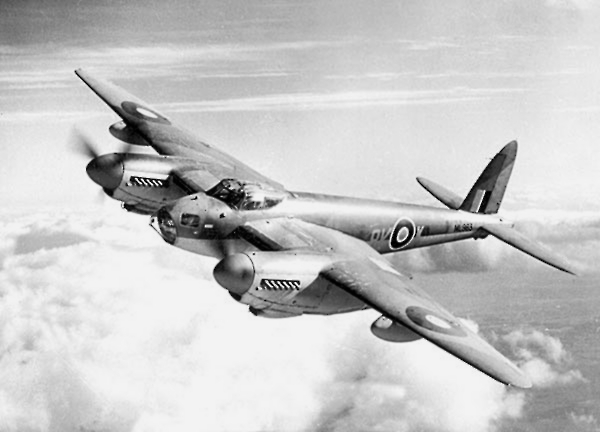
Un Mosquito inglese

Di conseguenza, caccia molto veloci, come i britannici Supermarine Spitfire e de Havilland Mosquito furono convertiti in foto-ricognitori durante la seconda guerra mondiale. Vennero privati delle armi, dipinti con tonalità di azzurro simili a quelle del cielo per renderli difficili da individuate in volo e spesso i motori venivano modificati per garantire prestazioni migliori alle alte quote. Agli inizi della guerra i britannici svilupparono un meccanismo di riscaldamento per riuscire a scattare foto anche da quote altissime (dove la temperatura esterna è molto bassa). La raccolta e l'interpretazione di tali fotografie divenne un'impresa considerevole.
Subito dopo la guerra, la ricognizione aerea a lungo raggio veniva effettuata nuovamente da bombardieri adattati, muniti però di motori a getto che li rendeva più veloci e in grado di volare più alto di prima. Alcuni di questi ricognitori furono il britannico English Electric Canberra e la sua versione statunitense Martin B-57.

### Anni cinquanta
Negli anni cinquanta fu costruito, in gran segreto, il primo aereo jet appositamente progettato per la ricognizione, il Lockheed U-2. Progettato per sorvolare ad altissima quota i territori sovietici, divenne noto al mondo quando un esemplare pilotato da Gary Powers venne abbattuto sul territorio sovietico nel 1960, portando a una crisi internazionale. In un altro famoso episodio di tensione tra USA e Unione Sovietica, la crisi dei missili di Cuba, furono proprio ricognitori di questo tipo a fornire prove inequivocabili sulla presenza di basi missilistiche sull'isola castrista. Versioni modificate dell'U-2 volano ancora oggi, anche se le loro capacità operative sono segrete.

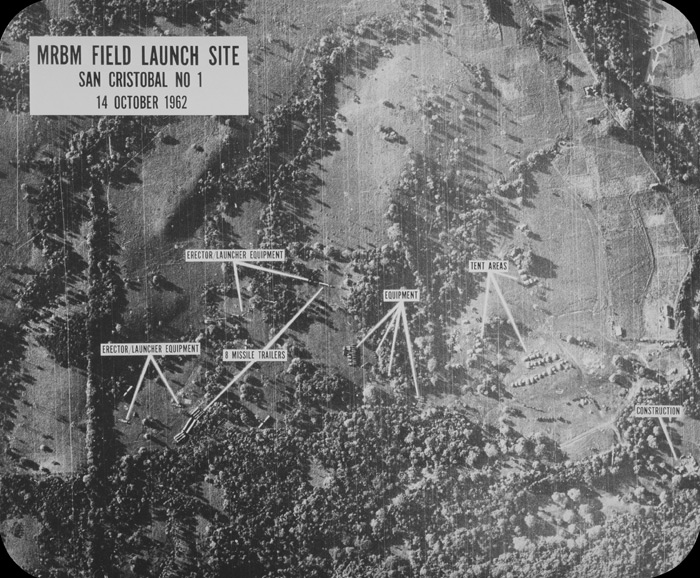
La foto scattata da un U-2, il 14 ottobre 1962, che fugò ogni dubbio sulla presenza di missili SS-4 Sandal e SS-5 Skean a Cuba

### Anni '60
Negli anni sessanta furono costruiti il Lockheed A-12 e più tardi l'SR-71, un altro ricognitore famoso per essere il più veloce aereo operativo del mondo, che però a causa degli alti costi di servizio fu ritirato definitivamente nel 1989 a fronte di un allungamento della carriera dell'U-2. A causa del sempre maggiore impiego dei satelliti per la foto-ricognizione, sia negli Stati Uniti sia in Unione Sovietica l'interesse per gli aerei da ricognizione fotografica andò scemando.

### Dagli anni '80 al presente
Si pensa che negli anni ottanta gli Stati Uniti abbiano costruito un nuovo aereo ipersonico da ricognizione, chiamato Aurora, per rimpiazzare l'SR-71, non c'è mai stata nessuna prova che ne abbia dimostrato l'esistenza.

## Sul mare
Un altro tipo di ricognitore molto impiegato sin dalla seconda guerra mondiale è il pattugliatore marittimo. Normalmente è un aereo lento e grande plurimotore, in grado di rimanere in volo per molte ore anche in caso di avaria a uno dei motori e dotato di una vasta gamma di sensori a bordo per l'individuazione delle unità di superficie, di velivoli nemici e per intercettare le comunicazioni radio. Alcuni montano particolari tecnologie, tipo boe sonar, che possono essere lanciate in mare al fine di individuare anche i sottomarini in immersione, in tali configurazioni a volte si parla di pattugliatori antisom.
Storicamente quando ancora le capacità di autonomia degli aerei non erano elevate, nel campo della ricognizione marittima, si era soliti dotare le unità di superficie di maggiore tonnellaggio di catapulte in grado di lanciare piccoli idrovolanti, per lo più, biplani, biposto, monomotori. Alcuni aerei di questo tipo erano gli IMAM Ro.43, gli Arado Ar 196 i Fairey Swordfish, ma anche Vought Kingfisher e il Supermarine Walrus. Naturalmente non mancavano aerei dotati di più ampia autonomia e basati a terra o in idroscali, come il Blohm und Voss Bv 138, il CANT Z.506 e il famosissimo e longevo Consolidated PBY Catalina. Da notare che gli ultimi aerei citati, tutti idrovolanti di grandi dimensioni svolgevano anche compiti di ricerca e salvataggio.
Oggigiorno l'uso di aerei catapultati dalle corazzate è decisamente stato abbandonato, preferendo l'impiego di grandi pattugliatori a lungo raggio. Alcuni famosi aerei di questo tipo sono l'Hawker Siddeley Nimrod, il Breguet Atlantic (impiegato anche dall'Aeronautica Militare Italiana), il Tupolev Tu-95 e il Lockheed P-3 Orion. Quest'ultimo fu protagonista anche di un incidente diplomatico tra Cina e Stati Uniti nell'aprile del 2001, quando un intercettore cinese precipitò in seguito alla collisione con un P-3 della Marina, che fu quindi costretto a un atterraggio di emergenza in Cina.

## Impiego attuale

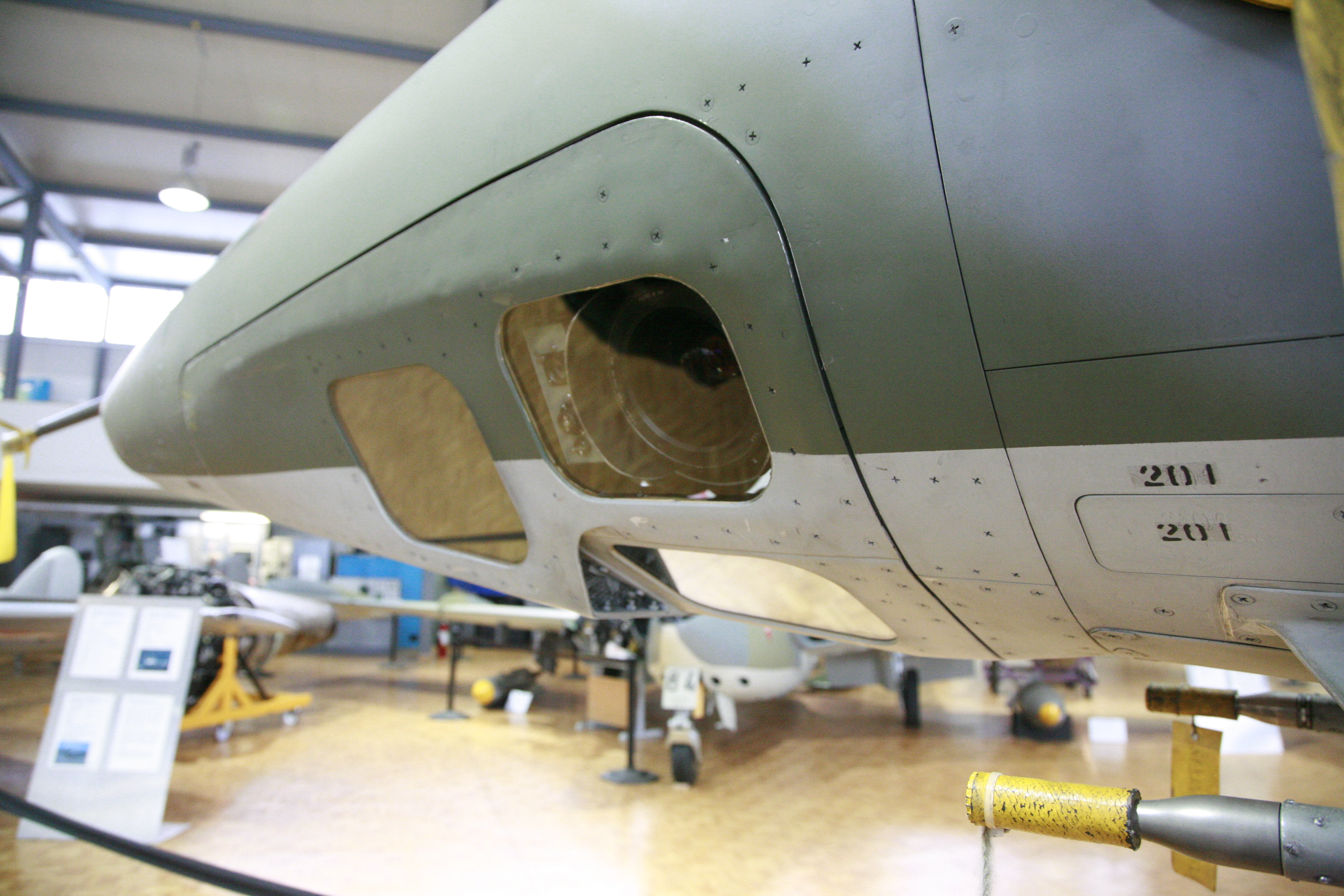
Apparecchiature per la ricognizione fotografica su un Mirage III in versione ricognitore

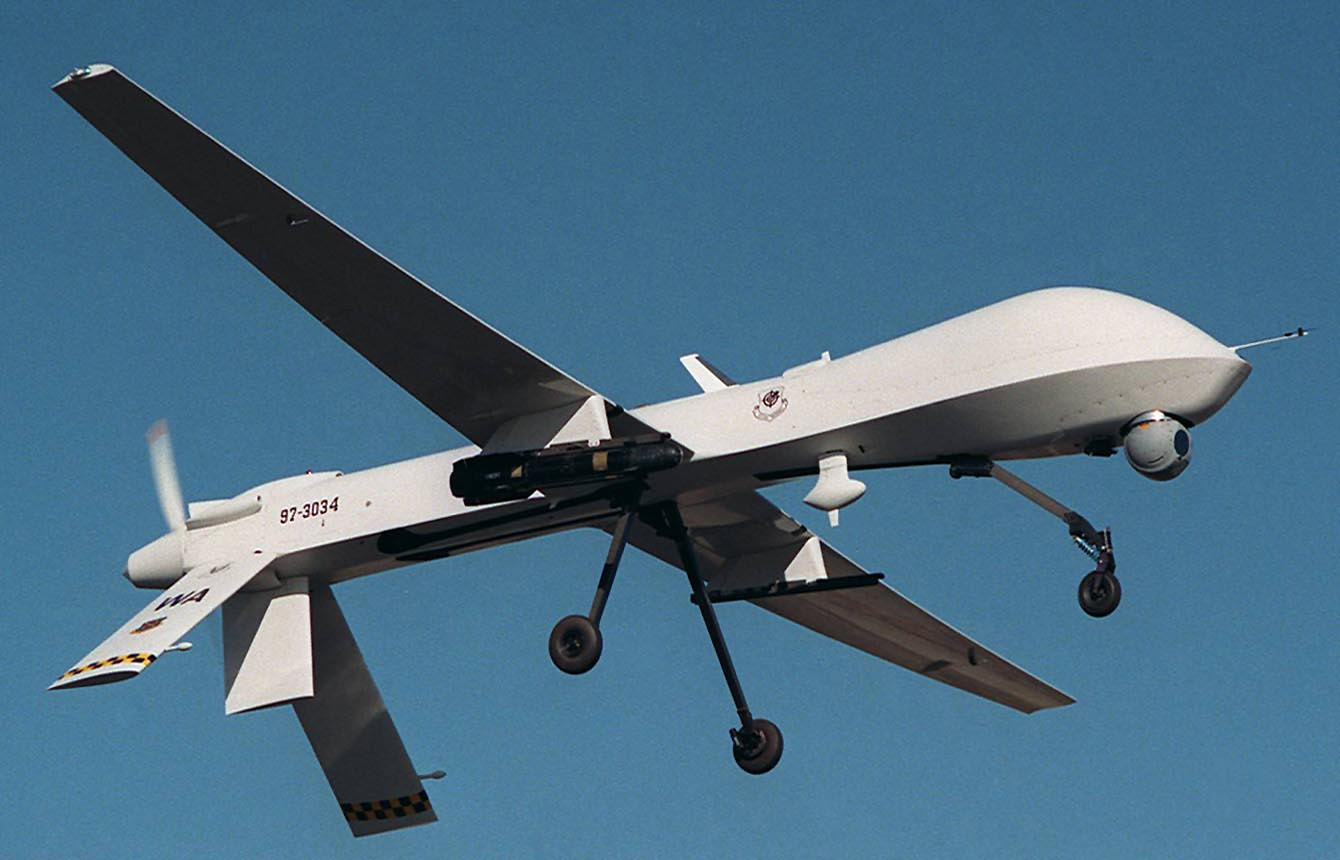
Un UAV Predator usato per la ricognizione

Sebbene gli aerei militari vengano ancora impiegati per ruoli di ricognizione, oggi la gran parte del lavoro viene svolta dai satelliti o dai velivoli senza pilota (UAV) chiamati genericamente droni. Diversi UAV da ricognizione sono stati sviluppati in molti paesi, tra cui Stati Uniti, Regno Unito, Israele e India.
Tra quelli in fase di sviluppo vi è il Northrop Grumman RQ-4 Global Hawk, un aereo non pilotato da alta quota propulso con motori a getto; ricorda vagamente il famoso U-2 e il più piccolo, e più conosciuto, RQ-1 Predator. Sono in fase di sviluppo anche molti elicotteri senza pilota. Al giorno d'oggi molte forze aeree non dispongono di aerei da ricognizione appositamente progettati, ma possono essere in grado di montare fotocamere e sensori agli altri aerei da combattimento o da trasporto.
Insieme alla costruzione di velivoli senza pilota, una soluzione molto usata al giorno d'oggi è aggiungere sensori e sistemi elettronici a tutti gli aerei da caccia o da attacco al suolo, in modo che possano svolgere anche compiti di ricognizione. Aerei di ultima generazione, come l'F-35 Lightning II, vengono già progettati per essere in grado di eseguire ricognizioni aeree.
Anche l'idea di ricognizione in sé e per sé è cambiata notevolmente, e oggi si tende ad affiancare, se non proprio soppiantare, la ricognizione con la sorveglianza aerea, dove velivoli specializzati detti AWACS si occupano di individuare con potenti radar tutte le unità, nemiche e amiche, aeree, terrestri e navali, in azione sul campo di battaglia, al fine di controllare lo svolgimento degli eventi e impartire gli ordini necessari, non a caso queste piattaforme sono dette in ambito NATO C3 ovvero (Command, Control and Communication).
Non un ricognitore vero e proprio invece è il Honeywell RQ-16A T-Hawk che si potrebbe definire come un ricognitore portabile o da campo. Può volare ma la sua autonomia è molto ristretta e per questo rientra nella categoria Micro Air Vehicle (MAV). Dal 2003 viene impiegato in Iraq per la ricerca di bombe sulla strada.